# Lac Kaikactek
Lac Kaikactek är en sjö i Kanada.   Den ligger i regionen Laurentides och provinsen Québec, i den sydöstra delen av landet, 230 km norr om huvudstaden Ottawa. Lac Kaikactek ligger 501 meter över havet. Den ligger vid sjöarna  Lac Adonis Lac à la Culotte och Lac Kacikokwakamacik.
I omgivningarna runt Lac Kaikactek växer i huvudsak blandskog. Trakten runt Lac Kaikactek är nära nog obefolkad, med mindre än två invånare per kvadratkilometer.